# Sophia Myles

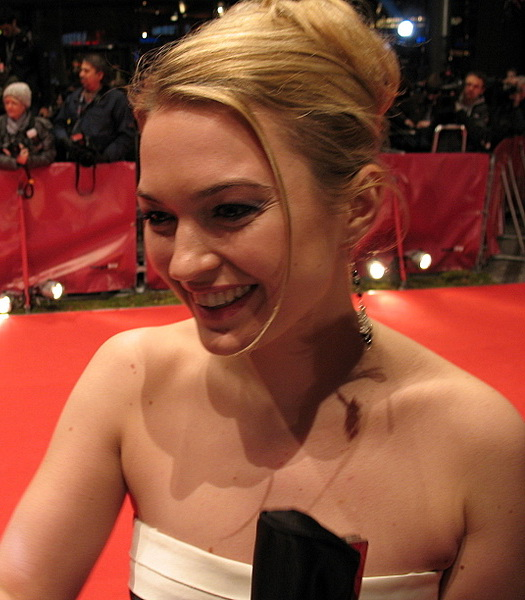
Sophia Myles auf der Berlinale 2007

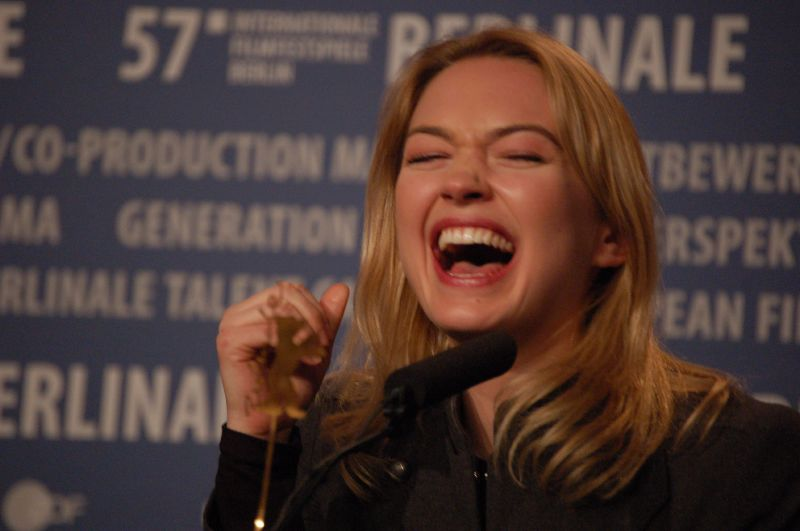
Myles auf der Berlinale 2007

Sophia Jane Myles (* 18. März 1980 in London) ist eine britische Schauspielerin. Bekannt wurde sie durch die Filme Tristan & Isolde (2006) und Hallam Foe – This Is My Story (2007) sowie als Beth Turner in der Serie Moonlight (2007–2008).

## Leben und Karriere
Myles wurde als Tochter von Jane und Peter Myles geboren. Ihr Vater ist Vikar, ihre Mutter eine Verlagsangestellte. Sie hat russische Vorfahren und besitzt ein besonderes Gehör für Akzente. Myles wuchs in Notting Hill auf und besuchte die „Fox Primary School“. Mit elf Jahren zog sie mit ihren Eltern nach Isleworth, wo sie die „Green School“ besuchte. Ihr Philosophiestudium in Cambridge gab sie mit Anfang zwanzig auf, um sich ganz auf ihre Schauspielkarriere zu konzentrieren. Gegenwärtig lebt sie im Londoner Stadtteil Green Park.
Seit 1996 trat Myles in zahlreichen US-amerikanischen und britischen Film- und Fernsehproduktionen auf. Ihren ersten Auftritt hatte sie 1996 in einer Fernseh-Neuverfilmung von Der Prinz und der Bettelknabe. 1999 gab sie ihr Kinodebüt mit dem Film Mansfield Park. 2001 wurde sie mit einer kleinen Rolle als Victoria Abberline an der Seite von Johnny Depp in dem Thriller From Hell erstmals einem größeren Publikum bekannt. 2002 und 2003 trat sie in Musikvideos von Bush und Ronan Keating auf. 2003 war sie in Underworld neben Kate Beckinsale als Erika zu sehen. In der Fortsetzung Underworld: Evolution (2006) tauchte sie in Rückblenden erneut in dieser Rolle auf. 2004 spielte sie die Hauptrolle in dem Thriller Out of Bounds. Im selben Jahr sah man sie als Lady Penelope in Thunderbirds.
Ihre erste große Hauptrolle in einer Kinoproduktion spielte Myles 2006 als Isolde an der Seite von James Franco in Tristan & Isolde, der Verfilmung der gleichnamigen Sage. Im gleichen Jahr verkörperte sie in einer Gastrolle die Madame de Pompadour in einer Episode der Serie Doctor Who. Außerdem besetzte man sie als Lucy Westenra in dem Fernsehfilm Dracula. 2007 war sie neben Jamie Bell in dem Drama Hallam Foe – This Is My Story zu sehen. Für ihre Darbietung wurde Myles mit einem schottischen BAFTA Award als Beste Schauspielerin ausgezeichnet und wurde in der gleichen Kategorie für einen British Independent Film Award nominiert. 2008 spielte sie die Freya in dem Fantasyfilm Outlander neben James Caviezel.
2007 bekam sie die Rolle der Beth Turner in der CBS-Serie Moonlight. Die Serie wurde 2007 mit dem People’s Choice Award als Beste Neue Dramaserie ausgezeichnet. 2008 wurde Moonlight trotz Fanprotesten nach einer Staffel eingestellt. 2010 spielte sie mit Beginn der neunten Staffel die Rolle der Beth Bailey in der britischen Fernsehserie Im Visier des MI5.

## Filmografie (Auswahl)

### Filme
- 1999: Mansfield Park
- 1999: Guest House Paradiso
- 2001: From Hell
- 2001: The Life and Adventures of Nicholas Nickleby (Fernsehfilm)
- 2002: Entführer & Gentlemen – The Abduction Club (The Abduction Club)
- 2003: Underworld
- 2004: Out of Bounds
- 2004: Thunderbirds
- 2005: Colditz – Flucht in die Freiheit (Colditz)
- 2005: Colditz – Flucht in die Freiheit (Colditz) (Fernsehfilm)
- 2006: Underworld: Evolution (Rückblende aus Teil 1)
- 2006: Tristan & Isolde
- 2006: Der Hades-Faktor (Covert One: The Hades Factor) (Fernsehfilm)
- 2006: Art School Confidential
- 2007: Hallam Foe – This Is My Story (Hallam Foe)
- 2008: Outlander
- 2012: A Sunny Morning (Kurzfilm)
- 2013: Gallows Hill – Verdammt in alle Ewigkeit (Gallows Hill)
- 2013: Blackwood
- 2014: Transformers: Ära des Untergangs (Transformers: Age of Extinction)
- 2018: Firestorm (Fernsehfilm)
- 2020: Listen
- 2021: Lockdown Love
- 2021: Decrypted
- 2022: Disarm (Kurzfilm)
- 2023: Call Me Back (Kurzfilm)

### Fernsehserien
- 1996: Der Prinz und der Bettelknabe (The Prince and the Pauper) (Miniserie)
- 1998: Big Woman (1 Folge)
- 1999: Oliver Twist (Mini-Serie)
- 2000: Close & True (1 Folge)
- 2001: Heartbeat (Folge 11x10)
- 2002: Foyle’s War (1 Folge)
- 2003: Coming Up (1 Folge)
- 2006: Agatha Christie’s Marple (Folge 2x01)
- 2006: Doctor Who (Folge 2x04)
- 2006: Extras (Folge 2x01)
- 2007–2008: Moonlight (16 Folgen)
- 2010: Spooks – Im Visier des MI5  (Spooks, 8 Folgen)
- 2014: Crossing Lines (Folgen 2x11–2x12)
- 2014: Our Zoo (Mini-Serie, 6 Folgen)
- 2018–2021: A Discovery of Witches (8 Folgen)
- 2021: A Very English Scandal (Folgen 1x01–1x02)
- 2023: Silent Witness (Folgen 26x01–26x02)

### Musik-Videos
- 2002: Inflatable von Bush
- 2003: Love Won’t Work (If We Don’t Try) von Ronan Keating